# NGC 6549
NGC 6549 (другие обозначения — NGC 6550, UGC 11114, MCG 3-46-12, ZWG 113.19, KCPG 529A, PGC 61399) — галактика в созвездии Геркулес.
Этот объект занесён в новый общий каталог несколько раз, с обозначениями NGC 6549, NGC 6550.
Этот объект входит в число перечисленных в оригинальной редакции «Нового общего каталога».